# Río Cauquenes
El río Cauquenes es un afluente del  río Perquilauquén, y cruza parte de la provincia de Cauquenes, en la región del Maule, de Chile.

## Trayecto
Nace en la Cordillera de la Costa, al sureste de Cauquenes y corre por el sur de la ciudad hacia el oriente. Recibe aguas de los esteros San Juan, El Milagro, Pichihuedque, Molino, Coronel, del río Tutuvén y el estero Las Garzas. En su curso más bajo recibe solamente algunos afluentes de menor importancia antes de desembocar en el Perquilauquén, un tributario del río Loncomilla, 2 km al sur de la desembocadura del río Purapel. Tal como este último, el río Cauquenes es uno de los pocos ríos que fluyen hacia el este, en un país donde la gran mayoría de los ríos corren de este a oeste, es decir, desde la cordillera de los Andes al océano Pacífico.

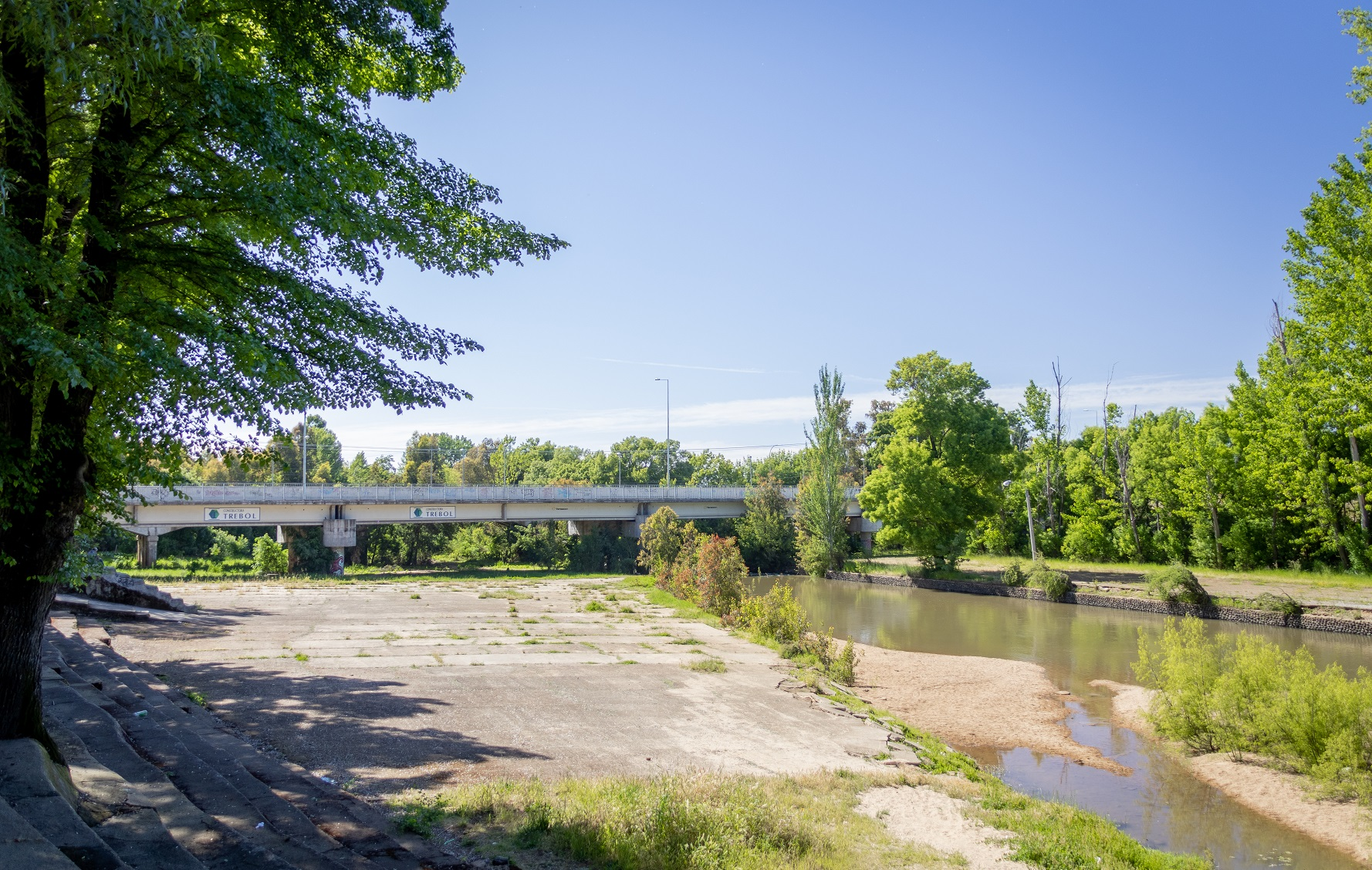
Vista del río Cauquenes desde la ribera Norte hacia el Este.

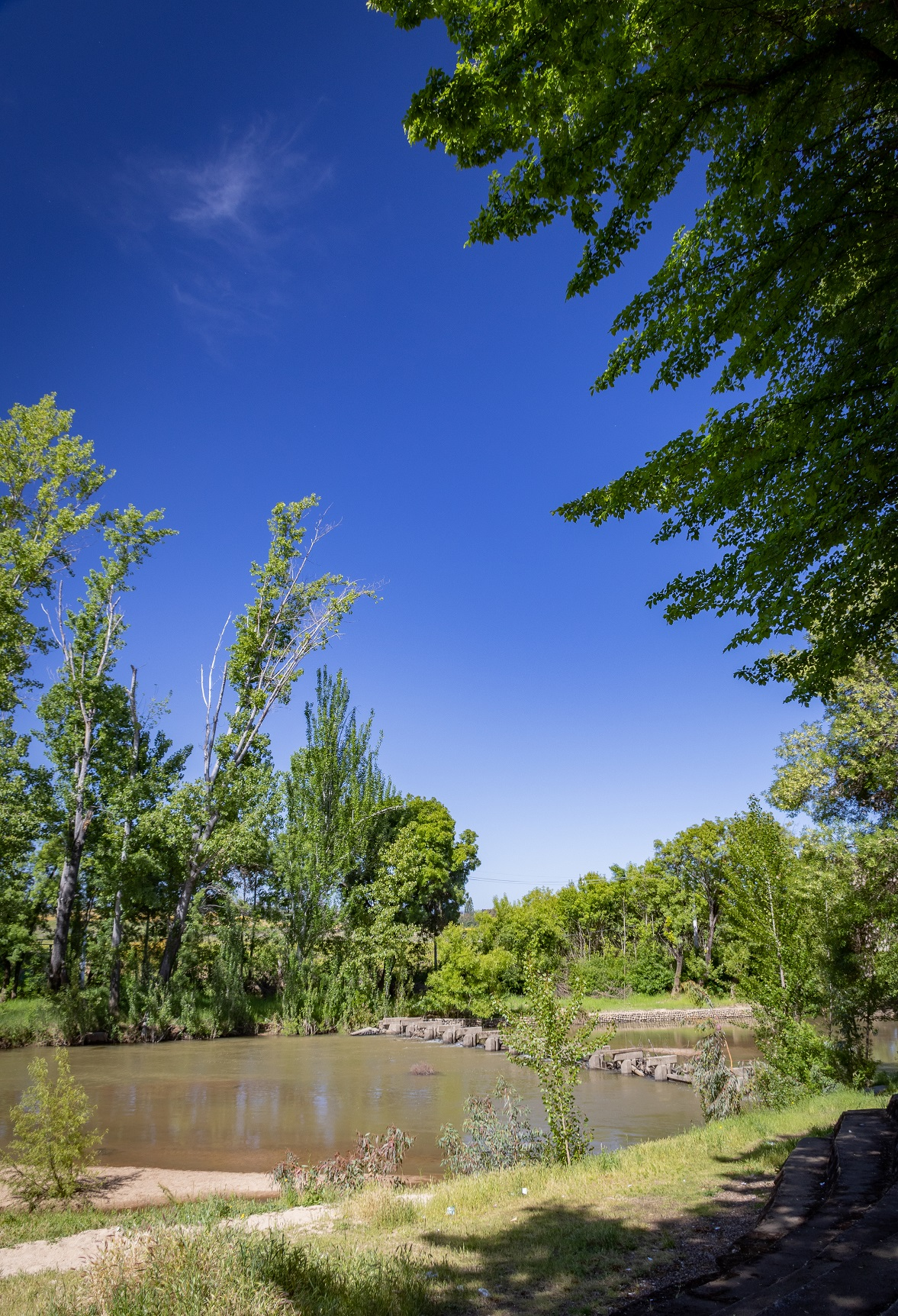
Vista del río Cauquenes desde la ribera Norte hacia el Oeste.

Con un largo total de 42 km, su pendiente media es de 0,087% y la temperatura media de la subcuenca es de 14,8 °C. Desde su nacimiento hasta su confluencia al río Perquilauquen abarca una extensión aproximada de 1720 km².: 72 

## Caudal y régimen
La estación fluviométrica El Arrayán está ubicada en el río Cauquenes a 590 m s. n. m. Se puede constatar que sus mediciones muestran un fuerte carácter pluvial, con sus mayores caudales en los meses de invierno. En años húmedos las crecidas se dan entre junio y julio, producto de lluvias de invierno. Los caudales menores ocurren entre diciembre y abril, período en el cual se registran severos estiajes. En años secos los mayores caudales ocurren entre junio y agosto, mientras los menores se extienden desde noviembre a mayo.: 56 

Curvas de variación estacional
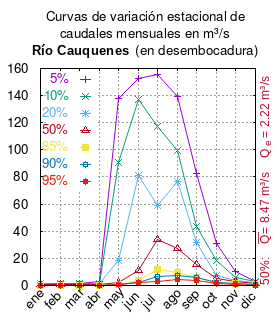
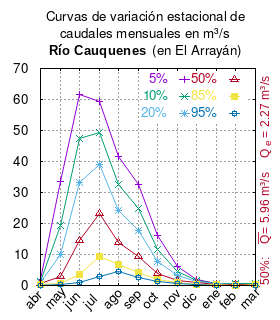

El caudal del río (en un lugar fijo) varía en el tiempo, por lo que existen varias formas de representarlo. Una de ellas son las curvas de variación estacional que, tras largos periodos de mediciones, predicen estadísticamente el caudal mínimo que lleva el río con una probabilidad dada, llamada probabilidad de excedencia. La curva de color rojo ocre (con {\displaystyle {\color {Red}\vartriangle }}) muestra los caudales mensuales con probabilidad de excedencia de un 50%. Esto quiere decir que ese mes se han medido igual cantidad de caudales mayores que caudales menores a esa cantidad. Eso es la mediana (estadística), que se denota Qe, de la serie de caudales de ese mes. La media (estadística) es el promedio matemático de los caudales de ese mes y se denota {\displaystyle {\overline {Q}}}. 
Una vez calculados para cada mes, ambos valores son calculados para todo el año y pueden ser leídos en la columna vertical al lado derecho del diagrama. El significado de la probabilidad de excedencia del 5% es que, estadísticamente, el caudal es mayor solo una vez cada 20 años, el de 10% una vez cada 10 años, el de 20% una vez cada 5 años, el de 85% quince veces cada 16 años y la de 95% diecisiete veces cada 18 años. Dicho de otra forma, el 5% es el caudal de años extremadamente lluviosos, el 95% es el caudal de años extremadamente secos. De la estación de las crecidas puede deducirse si el caudal depende de las lluvias (mayo-julio) o del derretimiento de las nieves (septiembre-enero).

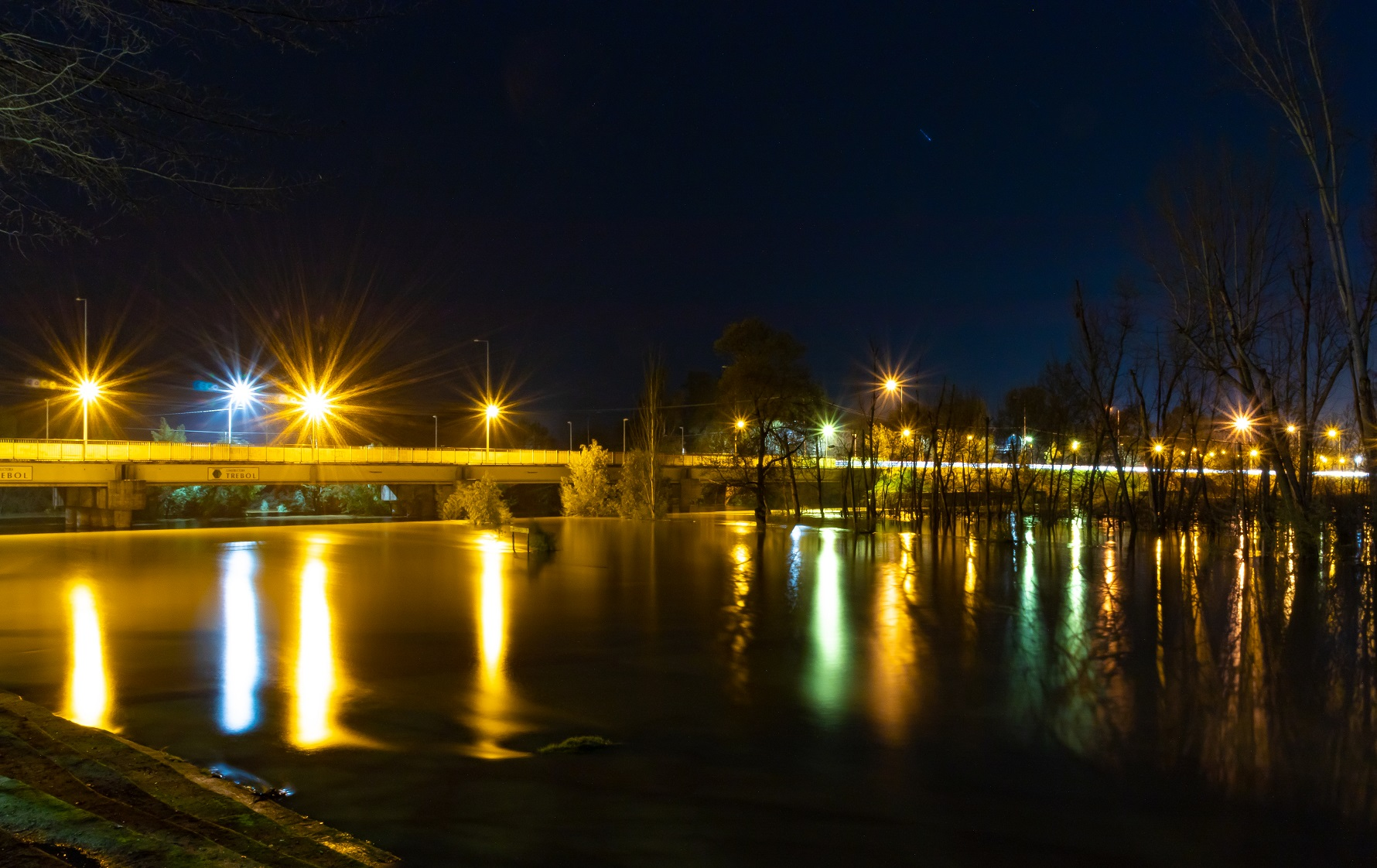
Río Cauquenes de noche en invierno con intensas lluvias.

## Historia
Francisco Solano Asta-Buruaga y Cienfuegos escribió en 1899 en su obra póstuma Diccionario Geográfico de la República de Chile sobre el río:
Cauquenes (Río de).-—Corriente de agua de la provincia de Maule de escaso caudal en verano pero de grueso volumen en invierno, y de un curso, que no baja de 90 kilómetros. Tiene sus cabeceras en el departamento de Itata en los derrames boreales del cerro de Cuiquén y alturas del lado norte y noroeste de la ciudad de Quiríhue, cuyas aguas reunidas por la inmediación del fundo de Calquín forman el llamado río de San Juan, el cual corre al N. hasta juntarse con el riachuelo de la Raya, perdiendo luego ese nombre y tomando en seguida el del título. De aquí prosigue hacia el NE., pasa á medio kilómetro al S. de la plaza vieja de la ciudad de Cauquenes, frente á la cual lo cruza un puente de 700 metros de largo, y poco después recibe al Tutuvén. Desde este punto dirige por largo trecho su curso hacia el SE., vuelve otra vez al NE. y al fin al E. para ir á echarse en la izquierda del Perquilauquén por los 35° 54' Lat. y 70° 00' Lon. á 45 kilómetros más abajo desde la indicada ciudad. Sus riberas son generalmente quebradas y bajas, y comprenden varios fundos.